# Amt Crivitz
Amt Crivitz – Związek Gmin w Niemczech, w kraju związkowym Meklemburgia-Pomorze Przednie, w powiecie Ludwigslust-Parchim. Siedziba związku znajduje się w mieście Crivitz. Powstał 1 stycznia 2014 z połączenia trzech Związków Gmin: Banzkow, Ostufer Schweriner See oraz Crivitz.
W skład związku wchodzi 17 gmin, w tym jedna gmina miejska oraz 16 gmin wiejskich:
1. Banzkow
2. Barnin
3. Bülow
4. Cambs
5. Crivitz, miasto
6. Demen
7. Dobin am See
8. Friedrichsruhe
9. Gneven
10. Langen Brütz
11. Leezen
12. Pinnow
13. Plate
14. Raben Steinfeld
15. Sukow
16. Tramm
17. Zapel